# 科爾基諾區

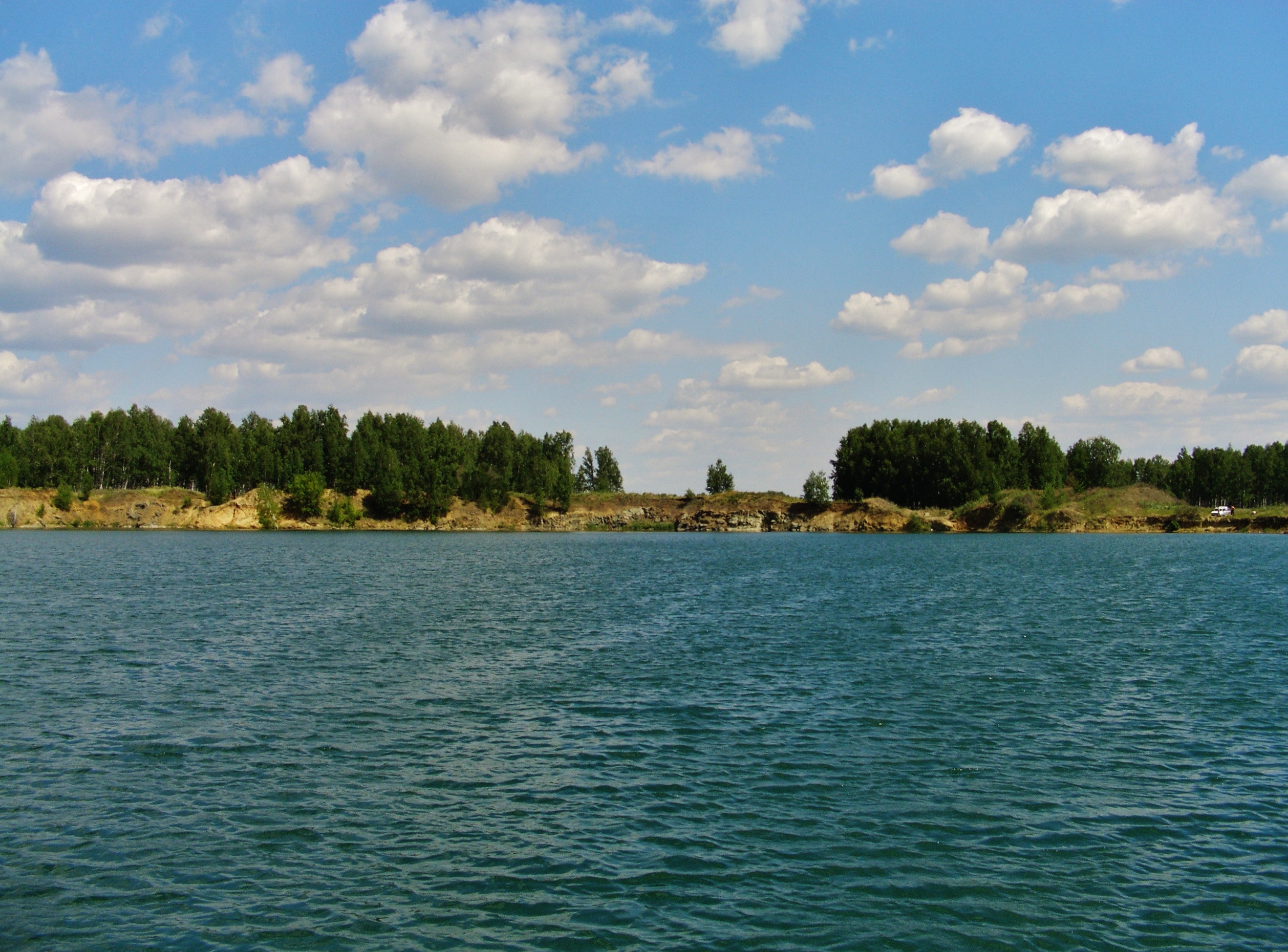

54°53′N 61°24′E / 54.883°N 61.400°E
科爾基諾區（俄语：Коркинский район），是俄羅斯的一個區，位於該國西南部，由車里雅賓斯克州負責管轄，面積103平方公里，2010年人口24,314，人口密度每平方公里236.61人。